# Empire: Total War
Az Empire: Total War 2009-ben Sega által kiadott egy körökre osztott és valós idejű stratégiai játék. A Total War szériának az ötödik része. A játék az elődeihez hasonlóan a politikára, illetve a hadjáratokra, diplomáciára és a gazdaságra pontosít a 18. század elején. A játékban 1700-tól 1750-ig vezethetünk hadjáratokat, irányíthatjuk a kiválasztott országot. Ebben a játék módban már Amerikában, illetve Indiában is játszhatunk. A nagyobb hatalmaknak (Franciaország, Anglia, Spanyolország…) Vannak gyarmati területeik Amerikában, illetve protektorátus államaik is vannak.

## Nemzetek
Választható nemzetek
- Anglia (Bővelkedik amerikai gyarmattal)
- Francia Királyság (Bővelkedik amerikai gyarmattal)
- Hollandia (gyarmatai: Holland-Guyana, Srí-Lanka)
- Marátha birodalom
- Német-római Birodalom (Játékban Ausztria)
- Spanyolország (Bővelkedik amerikai gyarmattal: Karibi-térség)
- Poroszország
- Lengyel-Litván unió
- Oszmán Birodalom
- Orosz Birodalom
- Svédország

Nem választható nemzetek
- Savoy
- Perzsia
- Irokéz,
- Marokkó
- Habsburg birodalom
- Mogul birodalom
- Dagesztan
- Itáliai Államok (Pápai Állam)
- Louisiana (Franciaország protektorátusa)
- Hannover
- Dánia
- Portugália
- Velence
- Tizenhárom amerikai gyarmat (Anglia protektorátusa)
- Genova
- Bajorország
- Baden-Württemberg
- Dagesztán
- Új-Spanyolország (Spanyolország protektorátusa)
- Grúzia
- Kalózok

## Grand Capmaign (Nagy hadjárat)
Egy nemzetet kiválasztva kezdhetjük el a hódító utunkat. Minden nemzetnek van egy célja, amit a játék végéig (300. kör) teljesítenie kell. Választhatunk Hosszú és rövid hadjáratot. A rövid hadjáratba cél lehet egy ország & nemzet leigázása, és 10-20 település elfoglalása. A hosszú hadjárat lehet 45-50 település elfoglalása.

## Custom Battle -Play Battle (Egyedi csata)
Itt mi választhatjuk ki hogy, ki(k) ellen akarunk harcolni, beállíthatjuk a csata körülményeit, (Pl.: Vízi vagy szárazföldi csata legyen-e)  helyszíneit időpontját, időjárást.

## Warpath Campign
Ebben a kampányban Észak-Amerikában játszhatunk a különböző indián törzsekkel.

## Road to Independence
Ebben a kampányban játszhatjuk le az amerikai függetlenségi háborút.